# Парк культуры и отдыха (Донецк)
Парк культуры и отдыха города Донецка (укр. Парк культури і відпочинку міста Донецька) — парк в Киевском районе Донецка.
Парк начал планироваться в 1952 году в связи с тем, что Центральный парк культуры и отдыха имени Щербакова не мог в одиночку удовлетворять потребности города.
В проекте парк занял площадь 180 гектар. В проекте были: Аллея знатных людей, монументальный Павильон достижений, бассейн, зелёный театр на 3500 мест, гладкий газонный ковёр с двумя рядами скульптурных групп.
В октябре 1955 года исполкомом Сталинского областного Совета принимается решение «О десятилетнем плане создания и развития зелёных зон городов и рабочих посёлков Сталинской области на 1955—1964 гг.» в результате которого в 1956 году закладывается парк. В первоначальный план вносятся изменения, так как часть территории отводится для застройки. Работы по озеленению были начаты в апреле 1957 года.
Парк получает имя Максима Горького в связи с тем, что 18 июня 1956 года отмечается двадцатилетие со дня смерти писателя. 25 октября 1958 года закладывается аллея, посвящённая сорокалетию ВЛКСМ. Это название со временем заменяет имя Горького, и парк переименовывают в «Парк имени сорокалетия ВЛКСМ». В мае 1972 года исполком Донецкого горсовета постановляет изменить название на «Парк культуры и отдыха им. Ленинского комсомола».
В 1961 году создаётся водохранилище в пойме реки Кальмиус. На берегах этого водохранилища создаются станция проката лодок и пляж.
В 2006 году, в процессе реконструкции, решением Донецкого горсовета парк получил название «Парк культуры и отдыха города Донецка».
В парке находятся Малая Донецкая железная дорога (открыта 19 мая 1972 года), дворец молодёжи и спорта «Юность» (открыт в 1975 году у входа в парк), выставочный комплекс «ЭкспоДонбасс» (открыт в 1983 году), монумент «Освободителям Донбасса» (открыт 8 мая 1984 года), памятник погибшим воинам-афганцам (открыт 7 мая 1996 года), аттракционы (были снесены при постройке Донбасс Арены), детская площадка «Поляна сказок», содержащая архитектурный комплекс сказочных персонажей (возведена около 1985 года, отреставрирована в 2010 г.), стадион «Донбасс Арена» (открыт 29 августа 2009 года).
В парке после 2014 года появилась «Аллея героев» с с бюстами погибших деятелей самопровозглашённой ДНР и РФ. Аллея расположена на восточной подходной дорожке к монументу «Освободителям Донбасса». 28 августа 2015 года представителями ДНР был открыт памятник «Погибшим гражданам Донецкой Народной Республики». 

## Галерея

Монумент «Освободителям Донбасса»
Памятник погибшим воинам-афганцам
Памятник «Погибшим гражданам Донецкой Народной Республики»
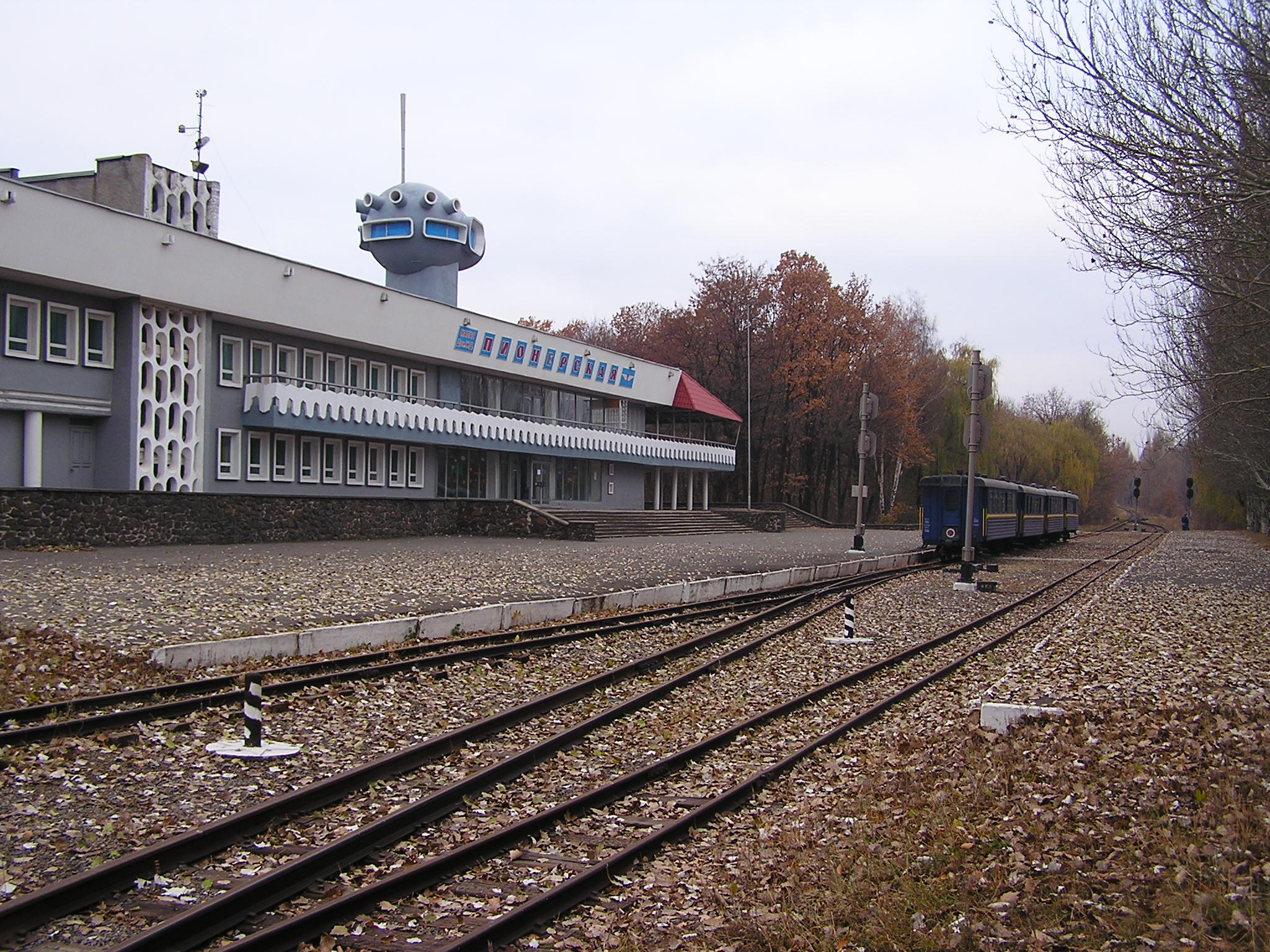
Малая Донецкая железная дорога имени В. В. Приклонского. Станция «Пионерская»
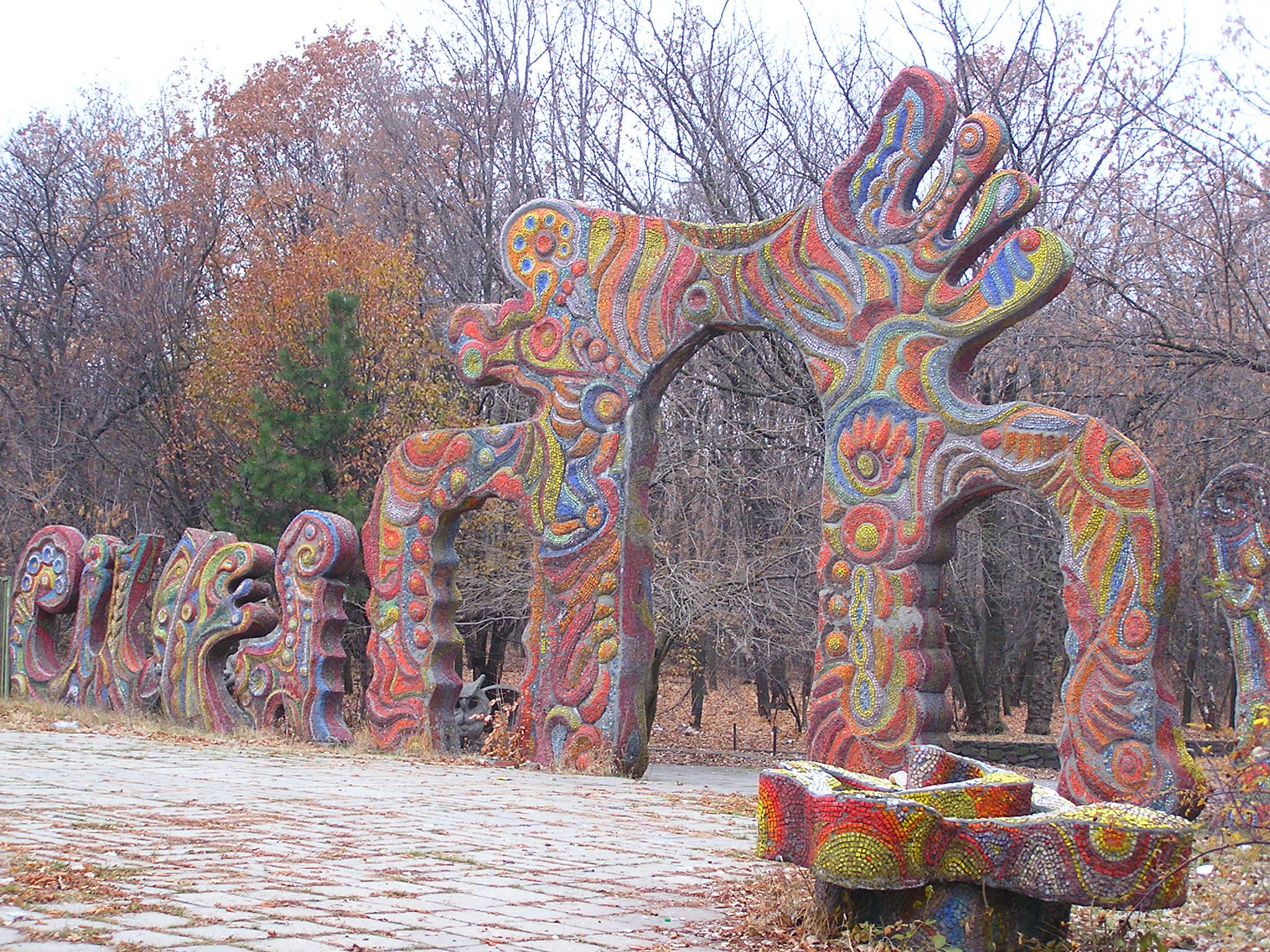
Вход на «поляну сказок»
Поляна сказок. Старик и рыбка.
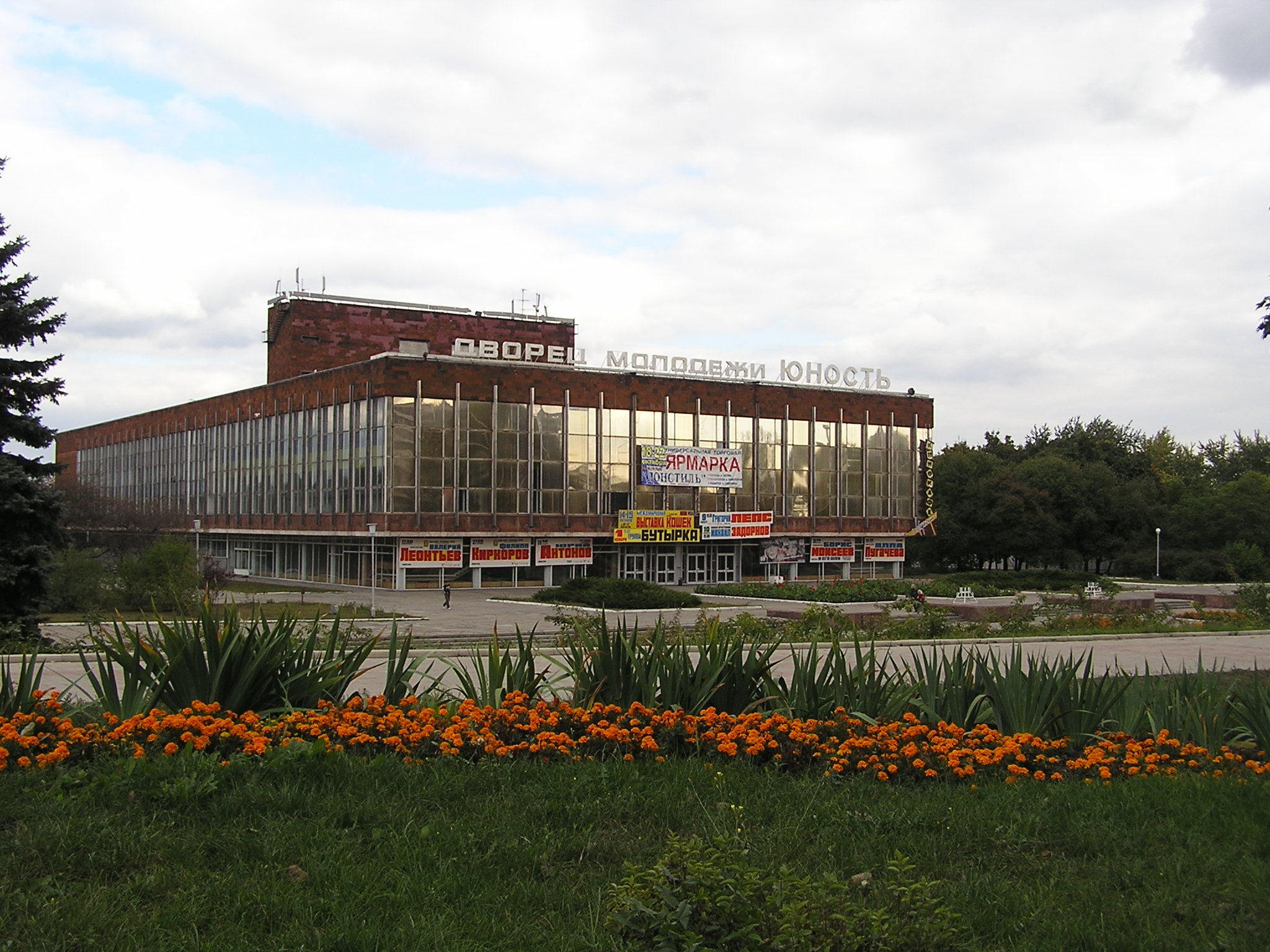
Дворец молодежи «Юность»
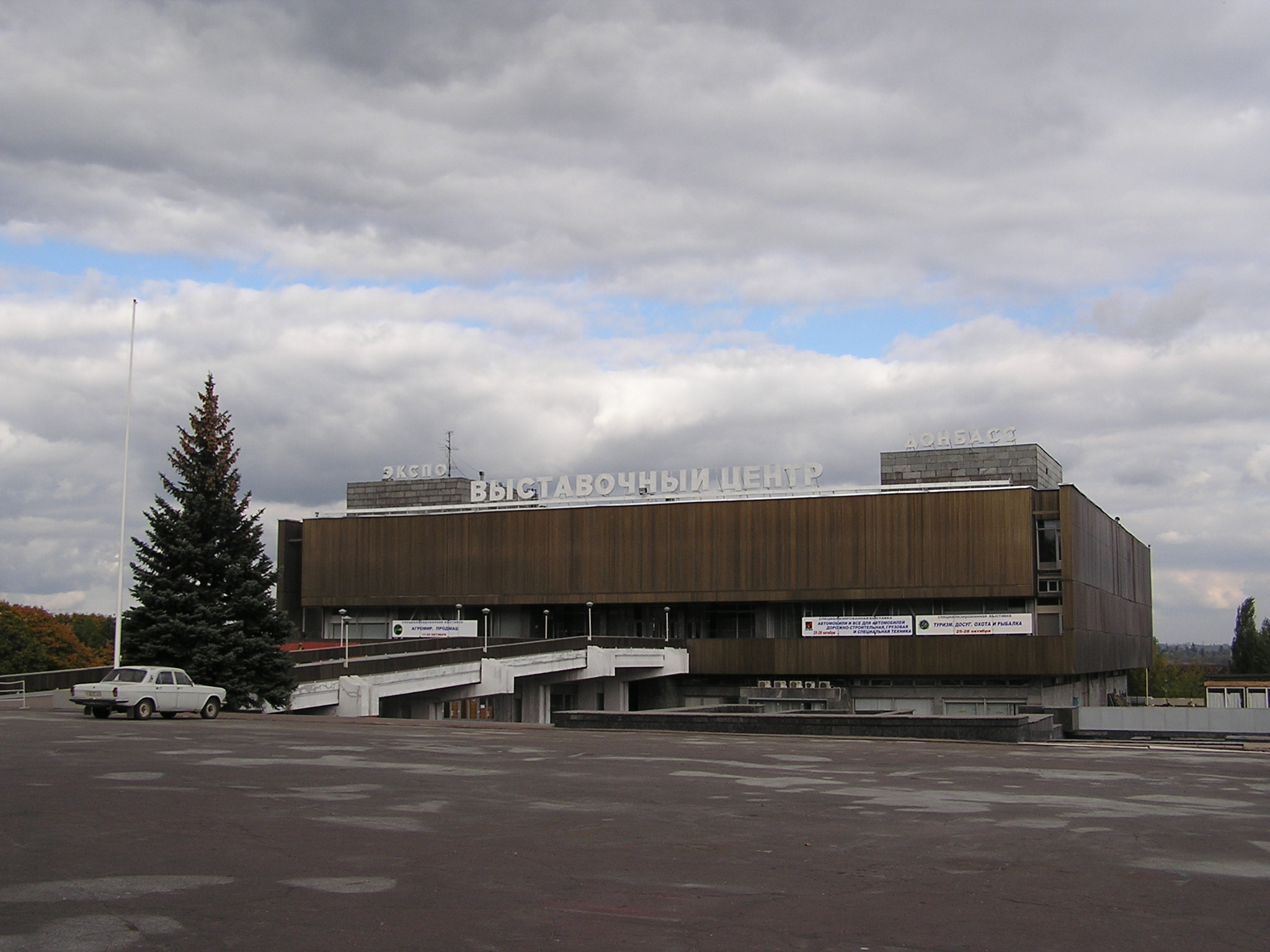
«ЭкспоДонбасс»